# Pobuna u fotokopirnici
Pobuna u fotokopirnici drugi je studijski album benda The Alibor.
Album je objavljen 15. srpnja 2025. godine na digitalnim platformama Spotify, Apple Music, YouTube i Bandcamp. 
Album je u Zagrebu snimio Ivan Havidić (Aerodrom, Bang Bang) 2025. godine. Producent je Hrvoje Prskalo (Bang Bang), a izdavač albuma je sami bend, odnosno The Alibor. 
Naslovnicu albuma dizajnirao je Mićo Samardžija.

## Ukratko o albumu
The Alibor se i na svom drugom albumu nastavio kretati u smjeru poigravanja sa žanrovima.
Tako se na albumu mogu čuti dream pop (Jesenja), dinarska ojkavica u Pink Floyd plaštu (Grm), post punk alternativa (Ta cesta, Pobuna), art rock (Leti Bi), melodični reggae punk (Someday), retro osamdesetih (Ljetna), indie pop (Ejšn) i čistokrvni pop (A-ha).

## Popis pjesama
1. Ejšn (glazba: Ivica Šimić; tekst: Amanda Tica) 2:58
2. Ta cesta (glazba: Ivica Šimić; tekst: Dragan Babić Pećko) 5:41
3. Grm (glazba: Ivica Šimić/Jug Ramljak; tekst Amanda Tica) 5:40
4. Ljetna (glazba: Ivica Šimić; tekst: Amanda Tica) 3:38
5. Someday (glazba: Ivica Šimić; tekst: Amanda Tica) 5:09
6. Leti Bi (glazba: Ivica Šimić; tekst: Amanda Tica) 5:19
7. Jesenja (glazba: Ivica Šimić; tekst: Amanda Tica) 6:52
8. Pobuna u fotokopirnici (glazba: Ivica Šimić; tekst: Nora Šaponja) 3:25
9. A-ha (glazba: Ivica Šimić; tekst: Nora Šaponja) 2:58

Autori aranžmana na svim pjesmama su Jug Ramljak, Marija Kaić Zvijerac, Duško Korlat, Katrin Bilić, Matija Miličević-Gregov i Ivica Šimić.

## Izvođači
- Katrin Bilić – vokal
- Marija Kaić Zvijerac – klavijature, prateći vokal
- Matija Miličević-Gregov – klavijature
- Duško Korlat – gitara
- Ivica Šimić – bas
- Jug Ramljak – bubnjevi